# S'Albufera
S'Albufera är en sumpmark i Spanien.   Den ligger i regionen Balearerna, i den östra delen av landet, 600 km öster om huvudstaden Madrid.